# Заводи суперфосфату в Монгаті
Заводи суперфосфату в Монгаті — колишні виробничі майданчики, що діяли на північному сході Іспанії у прибережному місті Монгат.
На початку 20 століття в Іспанії почався бум виробництва фосфорного добрива — суперфосфату, чому сприяла географічна близькість до фосфоритів Північної Африки та великий ресурс піритів в іспанській провінції Уельва (шляхом спалювання піритів отримували сульфатну кислоту, за допомогою якої надалі розкладали фосфорити з отриманням суперфосфату). Не пізніше першої половини 1920-х в Монгаті з'явились одразу два суперфосфатні заводи:
- компанії Establecimientos Gallart, про який відомо, що в 1923 та 1924 роках він випустив 18 та 17 тисяч тонн суперфосфату відповідно (при цьому в 1924-му спожив 8,5 тисячі тонн піритів). Окрім основного добрива, завод також продукував сульфат натрію, тому до складу сировини входив хлорид натрію — в 1926-му на Establecimientos Gallart спожили 13 тисяч тонн фосфоритів, 8 тисяч тонн піритів та 2 тисячі тонн хлориду натрію. В 1928-му майданчик розширив асортимент за рахунок соляної та нітратної кислот і спожив 13 тисяч тонн фосфоритів, 10 тисяч тонн піритів, 2 тисячі тонн хлориду натрію і 288 тонн нітратів;
- компанії Barrau y Compania, про який відомо, що в 1923 та 1924 роках він випустив 7 та 8 тисяч тонн суперфосфату відповідно (при цьому в 1924-му спожив 4 тисячі тонн піритів). У 1926-му на заводі Barrau y Compania спожили 12 тисяч тонн фосфоритів та 6 тисяч тонн піритів, а в 1928-му ці ж показники становили 13 та 6 тисяч тонн відповідно.
Станом на середину 1950-х потужність майданчиків Gallart та Barrau становила 31 та 32 тисячі тонн суперфосфатів на рік.
У 1967-му Barrau y Compania запустила в Монгаті дві лінії з виробництва комплексних добрив. На той час одним із власників Barrau y Compania вже був потужний гравець іспанської хімічної промисловості Union Espanola de Explosivos (UEE, з 1970-го внаслідок злиття стала Explosivos Rio Tinto).
У 1969-му UEE разом з Barrau y Compania та Hidro Nitro Española (HNE) стали засновниками компанії Cataluña de Abonos, якій HNE передала свій завод сульфату амонію у Таррагоні. Згодом як Barrau y Compania, так і Establecimientos Gaillard приєднали до Cataluña de Abonos, яка опинилась під контролем Explosivos Rio Tinto.
У 1980-х іспанська промисловість добрив потрапила у кризу, що призвело до закриття низки підприємств. Одним з них стало виробництво Explosivos Rio Tinto в Монгаті, яке припинило діяльність в 1989-му.